# Acid sulfuros
Acidul sulfuros, H2SO3, este un activ acid mineral anorganic. E un compus instabil și se găsește numai în soluție apoasă, produsă în momentul dizolvării dintre apă și dioxid de sulf sau combinării dintre hidrogen cu sulfiți. 
Sărurile acestui anion se numesc sulfiți, care au formula SO32-

## Producere
Acidul sulfuros se poate produce prin reacția dioxidului de sulf cu apa.